# 폰타포랑

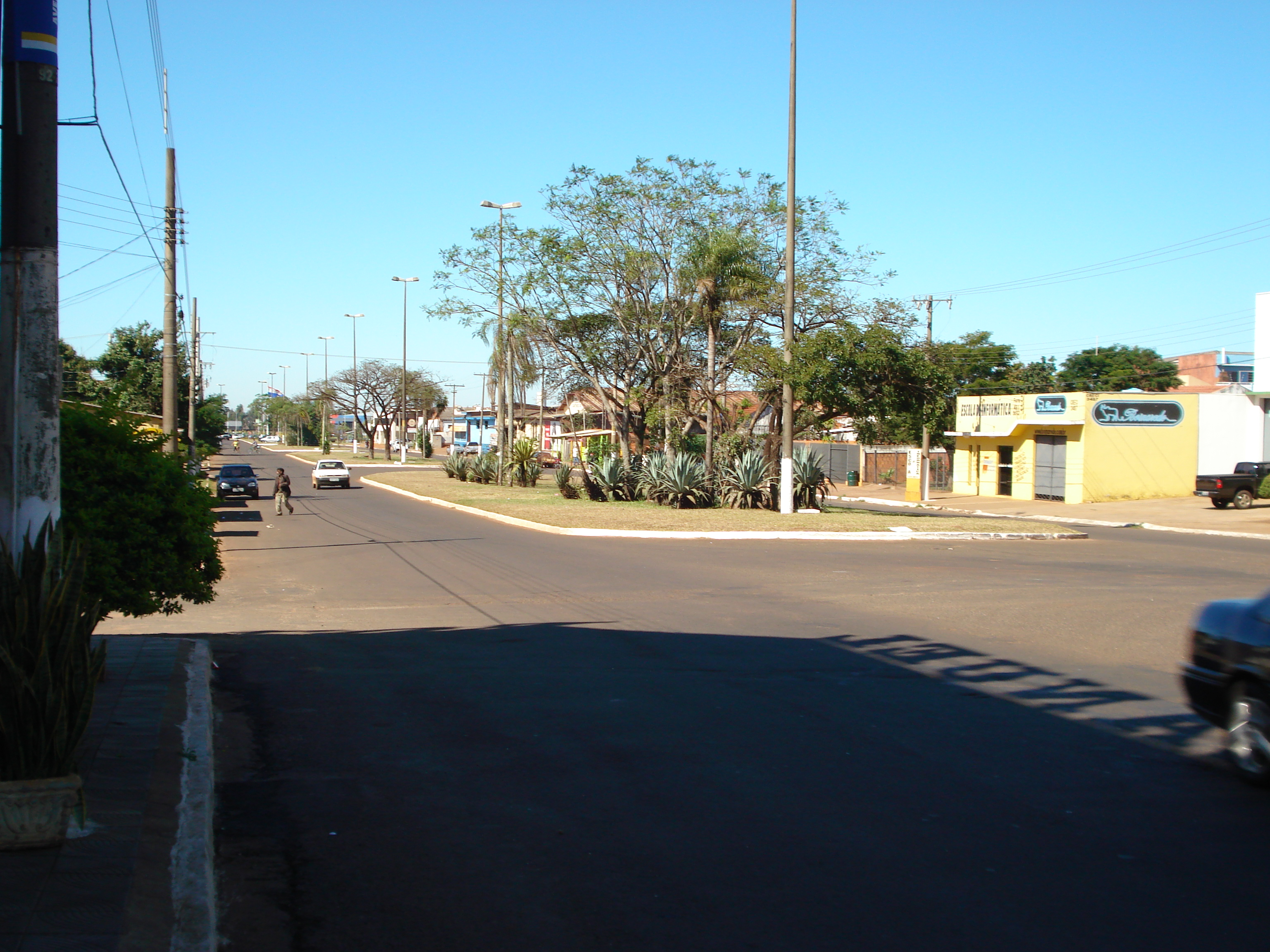
폰타포랑

폰타포랑의 위치

폰타포랑(포르투갈어: Ponta Porã)은 브라질 마투그로수두술주의 도시로 면적은 5,328.6km2, 높이는 755m, 인구는 83,747명(2012년 기준), 인구 밀도는 15.7명/km2이다. 도시가 설립된 시기는 1912년 7월 18일이다. 수도 브라질리아에서 1,346km, 주도 캄푸그란지에서 324km 정도 떨어진 곳에 위치한다. 파라과이 국경과 접하며 인근에는 페드로후안카바예로가 있다.